# A.C. Green
Pour les articles homonymes, voir Green.
A.C. Green, Jr. (né le 4 octobre 1963 à Portland, dans l'Oregon) est un ancien joueur de basket-ball de NBA, formé à Oregon State University. Il a été membre de l'équipe championne de NBA des Lakers de Los Angeles en 1987, 1988 (avec Magic Johnson) et 2000 (avec Shaquille O'Neal et Kobe Bryant).

## Biographie
A.C. Green détient le record de matchs joués consécutivement dans la ligue avec 1 192 matchs sans forfait entre 18 novembre 1986 et le 18 avril 2001, battant le précédent record de Randy Smith (906). Cette performance lui a valu le surnom d'"Iron Man". Il n'a manqué que 3 rencontres dans toute sa carrière. Pour sa dernière rencontre à 37 ans, il aligne encore 19 points, 14 rebonds et 5 passes en 37 minutes contre le Magic d'Orlando . Transféré des Suns à Dallas durant la saison NBA 1996-1997, il dispute 56 matches avec les Texans après les 27 déjà faits avec les Suns, soit un total de 83 rencontres de saison régulière, soit un de plus que les 82 réglementaires.
Homme profondément croyant, il s'est vanté d'avoir entamé et fini sa carrière sportive vierge, avant de se marier en avril 2002. Ses initiales n'ont pas de signification connue.
Ses records personnels sont respectivement de 35 points et de 20 rebonds.
Lors du All-Star Game 2011, il participe au match des célébrités avec d'autres anciens joueurs NBA tels que Jalen Rose et Scottie Pippen.

## Statistiques en carrière

### En saison régulière
- 9,6 points par match (12 331 points en carrière) à 49,4 % d'adresse.
- 7,4 rebonds par match (9 473 rebonds en carrière).
- 1,1 passe par match (1 400 passes en carrière).
- 0,8 interception par match (1 033 interceptions en carrière).
- 0,4 contre par match (546 contres en carrière).
- 1 278 matchs de saison régulière en carrière soit 36 552 minutes disputées.

### Enplay-offs
- 8,6 points par match (1 315 points en carrière) à 47,5 % d'adresse.
- 7,1 rebonds par match (1 084 rebonds en carrière).
- 0,8 passe par match (130 passes en carrière).
- 0,6 interception par match (100 interceptions en carrière).
- 0,3 contre par match (46 contres en carrière).
- 153 matchs de play-offs soit 4 419 minutes disputées.

## Palmarès
- 3× NBA champion (1987–1988, 2000)
- NBA All-Star (1990)
- NBA All-Defensive Second Team (1989)
- Most consecutive games played in NBA/ABA history
- Third-team All-American – AP, UPI (1985)
- Pac-10 Conference Player of the Year (1984)
- 3× First-team All-Pac-10 (1983–1985)
- No. 45 retired by Oregon State
- Pac-12 Hall of Honor

## Statistiques
gras = ses meilleures performances

### Universitaires
Statistiques en université d'A.C. Green
| Saison    | Équipe       | Matchs | Titul. | Min./m | % Tir | % LF | Rbds/m. | Pass/m. | Int/m. | Ctr/m. | Pts/m. |
| --------- | ------------ | ------ | ------ | ------ | ----- | ---- | ------- | ------- | ------ | ------ | ------ |
| 1981-1982 | Oregon State | 30     | —      | 29,8   | 61,5  | 61,0 | 5,3     | 1,1     | 0,9    | 0,2    | 8,6    |
| 1982-1983 | Oregon State | 31     | —      | 35,9   | 55,9  | 68,9 | 7,6     | 1,7     | 0,9    | 0,4    | 14,0   |
| 1983-1984 | Oregon State | 23     | 23     | 37,1   | 65,7  | 77,0 | 8,7     | 1,7     | 1,1    | 0,1    | 17,8   |
| 1984-1985 | Oregon State | 31     | 31     | 38,4   | 59,9  | 68,0 | 9,2     | 2,0     | 1,4    | 0,6    | 19,1   |
| Carrière  | Carrière     | 115    | 54     | 35,2   | 60,2  | 69,6 | 7,7     | 1,6     | 1,1    | 0,3    | 14,7   |

### Professionnelles

#### Saison régulière
Légende :
| Champion NBA | Meilleur joueur de cette catégorie statistique de la saison |

gras = ses meilleures performances
Statistiques en saison régulière d'A.C. Green
| Saison        | Équipe        | Matchs | Titul. | Min./m | % Tir | % 3pts | % LF | Rbds/m. | Pass/m. | Int/m. | Ctr/m. | Pts/m. |
| ------------- | ------------- | ------ | ------ | ------ | ----- | ------ | ---- | ------- | ------- | ------ | ------ | ------ |
| 1985-1986     | L.A. Lakers   | 82     | 1      | 18,8   | 53,9  | 16,7   | 61,1 | 4,6     | 0,7     | 0,6    | 0,6    | 6,4    |
| 1986-1987     | L.A. Lakers   | 79     | 72     | 28,4   | 53,8  | 0,0    | 78,0 | 7,8     | 1,1     | 0,9    | 1,0    | 10,8   |
| 1987-1988     | L.A. Lakers   | 82     | 64     | 32,1   | 50,3  | 0,0    | 77,3 | 8,7     | 1,1     | 1,1    | 0,5    | 11,4   |
| 1988-1989     | L.A. Lakers   | 82     | 82     | 30,6   | 52,9  | 23,5   | 78,6 | 9,0     | 1,3     | 1,1    | 0,7    | 13,3   |
| 1989-1990     | L.A. Lakers   | 82     | 82     | 33,0   | 47,8  | 28,3   | 75,1 | 8,7     | 1,1     | 0,8    | 0,6    | 12,9   |
| 1990-1991     | L.A. Lakers   | 82     | 21     | 26,4   | 47,6  | 20,0   | 73,8 | 6,3     | 0,9     | 0,7    | 0,3    | 9,1    |
| 1991-1992     | L.A. Lakers   | 82     | 53     | 35,4   | 47,6  | 21,4   | 74,4 | 9,3     | 1,4     | 1,1    | 0,4    | 13,6   |
| 1992-1993     | L.A. Lakers   | 82     | 55     | 34,4   | 53,7  | 34,8   | 73,9 | 8,7     | 1,4     | 1,1    | 0,5    | 12,8   |
| 1993-1994     | Phoenix       | 82     | 55     | 34,5   | 50,2  | 22,9   | 73,5 | 9,2     | 1,7     | 0,9    | 0,5    | 14,7   |
| 1994-1995     | Phoenix       | 82     | 52     | 32,8   | 50,4  | 33,9   | 73,2 | 8,2     | 1,5     | 0,7    | 0,4    | 11,2   |
| 1995-1996     | Phoenix       | 82     | 36     | 25,8   | 48,4  | 26,9   | 70,9 | 6,8     | 0,9     | 0,5    | 0,3    | 7,5    |
| 1996-1997     | Phoenix       | 27     | 19     | 20,3   | 47,7  | 0,0    | 67,2 | 5,1     | 0,6     | 0,7    | 0,0    | 5,7    |
| 1996-1997     | Dallas        | 56     | 54     | 34,7   | 48,6  | 05,9   | 65,1 | 9,3     | 0,9     | 0,9    | 0,3    | 7,9    |
| 1997-1998     | Dallas        | 82     | 68     | 32,3   | 45,3  | 0,0    | 71,6 | 8,1     | 1,5     | 1,0    | 0,3    | 7,3    |
| 1998-1999*    | Dallas        | 50     | 35     | 18,5   | 42,2  | 0,0    | 57,7 | 4,6     | 0,5     | 0,6    | 0,2    | 4,9    |
| 1999-2000     | L.A. Lakers   | 82     | 82     | 23,5   | 44,7  | 25,0   | 69,5 | 5,9     | 1,0     | 0,6    | 0,2    | 5,0    |
| 2000-2001     | Miami         | 82     | 1      | 17,2   | 44,4  | 0,0    | 71,2 | 3,8     | 0,5     | 0,4    | 0,1    | 4,5    |
| Carrière      | Carrière      | 1278   | 832    | 28,6   | 49,4  | 25,4   | 73,4 | 7,4     | 1,1     | 0,8    | 0,4    | 9,6    |
| All-Star Game | All-Star Game | 1      | 1      | 12,0   | 0,0   | —      | —    | 3,0     | 1,0     | 0,0    | 1,0    | 0,0    |

Note: La saison 1998-1999 a été réduite à 50 matchs en raison d'un lock-out.
Dernière modification le 13 février 2025

#### Playoffs
Légende :
| Champion NBA | Meilleur joueur de cette catégorie statistique de la saison |

Statistiques en playoffs d'A.C. Green
| Saison   | Équipe      | Matchs | Titul. | Min./m | % Tir | % 3pts | % LF  | Rbds/m. | Pass/m. | Int/m. | Ctr/m. | Pts/m. |
| -------- | ----------- | ------ | ------ | ------ | ----- | ------ | ----- | ------- | ------- | ------ | ------ | ------ |
| 1986     | L.A. Lakers | 9      | 0      | 11,8   | 52,9  | —      | 44,4  | 1,8     | 0,0     | 0,1    | 0,3    | 2,4    |
| 1987     | L.A. Lakers | 18     | 18     | 28,1   | 54,6  | —      | 74,7  | 7,9     | 0,6     | 0,5    | 0,4    | 11,5   |
| 1988     | L.A. Lakers | 24     | 18     | 30,3   | 54,4  | —      | 75,3  | 7,3     | 0,8     | 0,5    | 0,5    | 10,0   |
| 1989     | L.A. Lakers | 15     | 15     | 33,5   | 41,2  | 0,0    | 76,3  | 9,1     | 1,2     | 1,1    | 0,4    | 10,1   |
| 1990     | L.A. Lakers | 9      | 9      | 28,0   | 51,9  | —      | 75,0  | 9,0     | 1,0     | 0,6    | 0,4    | 11,8   |
| 1991     | L.A. Lakers | 19     | 1      | 21,1   | 42,3  | 50,0   | 70,4  | 5,4     | 0,5     | 0,6    | 0,2    | 6,5    |
| 1992     | L.A. Lakers | 4      | 4      | 38,3   | 41,0  | —      | 82,6  | 9,0     | 1,8     | 1,8    | 0,0    | 12,8   |
| 1993     | L.A. Lakers | 5      | 5      | 44,0   | 42,9  | 0,0    | 61,9  | 14,6    | 2,6     | 1,4    | 0,6    | 9,8    |
| 1994     | Phoenix     | 10     | 2      | 35,0   | 48,2  | 41,2   | 61,3  | 8,4     | 1,3     | 1,0    | 0,2    | 12,5   |
| 1995     | Phoenix     | 10     | 10     | 36,8   | 46,2  | 08,3   | 87,3  | 12,0    | 1,3     | 0,6    | 0,2    | 12,8   |
| 1996     | Phoenix     | 4      | 4      | 21,8   | 35,3  | 0,0    | 87,5  | 4,5     | 0,5     | 0,3    | 0,0    | 4,8    |
| 2000     | L.A. Lakers | 23     | 23     | 18,7   | 41,1  | —      | 69,6  | 4,2     | 0,6     | 0,6    | 0,1    | 3,9    |
| 2001     | Miami       | 3      | 0      | 7,0    | 33,3  | —      | 100,0 | 1,3     | 0,7     | 0,3    | 0,0    | 1,0    |
| Carrière | Carrière    | 153    | 109    | 26,9   | 47,5  | 25,0   | 73,9  | 7,1     | 0,8     | 0,7    | 0,3    | 8,6    |

## Pour approfondir
- Liste des joueurs en NBA ayant joué plus de 1 000 matchs en carrière.